# Piotrowice (Przemków)

Petersdorf um 1900

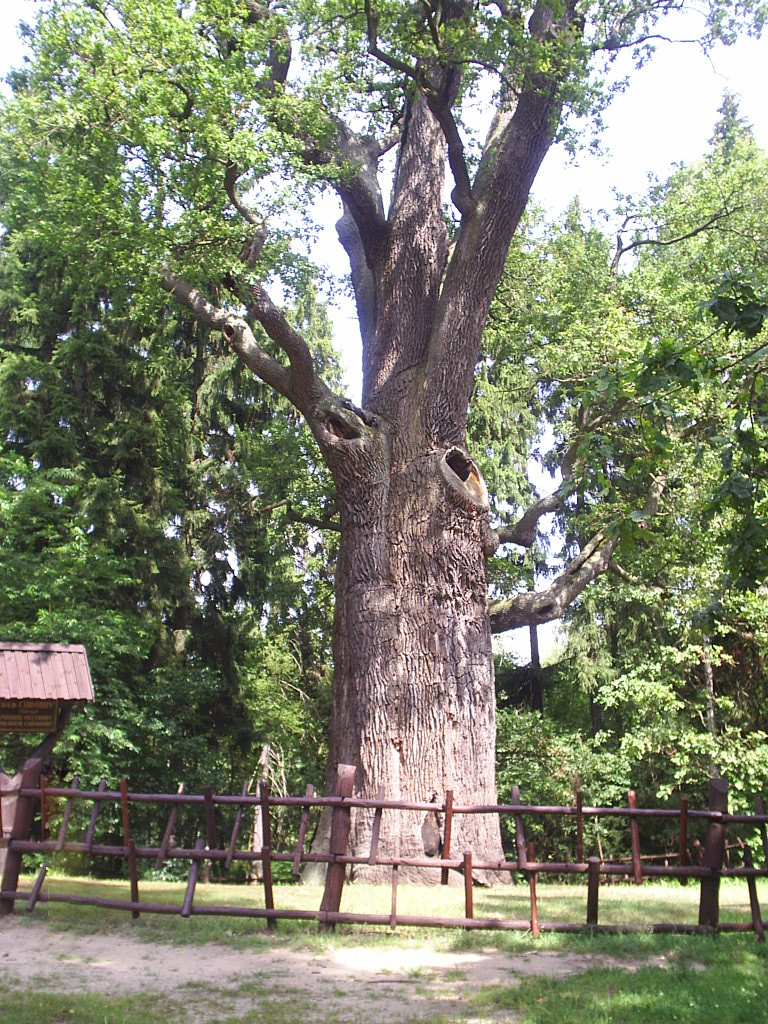
Chrobry-Eiche

Piotrowice (deutsch Petersdorf) ist ein Ort in der Landgemeinde Przemków im Powiat Polkowicki der Woiwodschaft Niederschlesien in Polen.

## Geographie
Piotrowice liegt im Przemkowski Park Krajobrazowy (Landschaftspark Przemków) an der Nationalstraße DK12 zwischen Szprotawka und Szklarki (Klein Gläsersdorf).

## Geschichte
Petersdorf wurde erstmals 1497 urkundlich erwähnt. Es gehörte zum böhmischen Fürstentum Glogau und war im Besitz des Ernst von Tschammer und Osten. 1594 verpfändete der böhmische Landesherr Rudolf II. Petersdorf an Siegmund von Kottwitz auf Kontopp. 1596 der Landesherr Petersdorf an  Kaspar von Rechenberg, dem auch die nahe Stadt Primkenau gehörte. 1687 gelangte Georg Christoph von Proskau an die Herrschaft Primkenau, zu der u. a. die Dörfer Petersdorf, Karpfreiß, Ludwigsmühl und Armadebrunn gehörten. 1733 erwarb Heinrich Gottlob von Reder auf Mallmitz und Kotzenau Primkenau mit den zugehörigen Dörfern. Als dieser sich 1730 verschuldet und 1745 zahlungsunfähig war, wurde ein Konkursverfahren eingeleitet. 1781 bis 1791 übernahmen die Herren Seheer-Thoß die Herrschaft Primkenau mit Petersdorf. Diese vermittelten 1755 den Zuzug einiger ehemaliger Exulantenfamilien aus dem Raum Schwerta / Gebhardsdorf / Estherwalde nach Petersdorf unter ihnen der Spillenmacher Gottfried Goerner, Exulantennachkomme der Arnauer Patrizierfamilie George Gernert. Gottfried Goerner/Gerner heiratete in die Erb- u. Gerichtsscholzen-Familie Schwan ein. Große Feuersbrünste zerstörten das Dorf 1832 und 1834 bis auf wenige Häuser. Nach dem Aufbau besaß Petersdorf 1840 wieder eine Windmühle, ein Wirtshaus, sieben Handgewerker und sechs Händler für 566 Einwohner. 1930 kamen hinzu: Ein zweites Wirtshaus, eine Bäckerei, ein Konsum, ein Kolonialwarenhändler und ein überregional arbeitendes Sägewerk.
Nach dem Ersten Schlesischen Krieg 1742 war Petersdorf mit dem größten Teil Schlesiens an Preußen gefallen. Nach der Neugliederung Preußens gehörte Petersdorf ab 1815 zur Provinz Schlesien und war ab 1816 dem Landkreis Sagan eingegliedert. 1874 wurde der Amtsbezirk Primkenau gebildet, zu dem u. a. die Landgemeinde Petersdorf gehörte. Die ehemaligen Bauernhöfe waren fast alle in geschlossenem Geviert angelegt. Ab 1932 gehörte Petersdorf zum Landkreis Sprottau, mit dem es bis 1945 verbunden blieb.
Am Ende des Zweiten Weltkriegs kam es im Februar 1945 bei Petersdorf zu schweren Kämpfen zwischen der 4. Panzerarmee der Roten Armee und dem Panzerkorps „Großdeutschland“. Als Folge dieses Kriegs fiel Petersdorf mit dem größten Teil Schlesiens an Polen und wurde in Piotrowice umbenannt. Die deutsche Bevölkerung wurde, soweit sie nicht vorher geflohen war, 1945/46 vertrieben. Die Anzahl der Einwohner ging danach deutlich zurück. Die neu angesiedelten Bewohner waren teilweise Zwangsumgesiedelte aus Ostpolen, das an die Sowjetunion gefallen war.
1975–1998 gehörte Piotrowice zur Woiwodschaft Legnica (Liegnitz).

## Sehenswürdigkeiten
- Chrobry-Eiche, Naturdenkmal „Petersdorfer Eiche“, 500 bis 600 Jahre alt, mit etwa neun Meter Stammumfang und ehemals 35 Meter hoch[6]
- Ehemaliger deutscher Friedhof

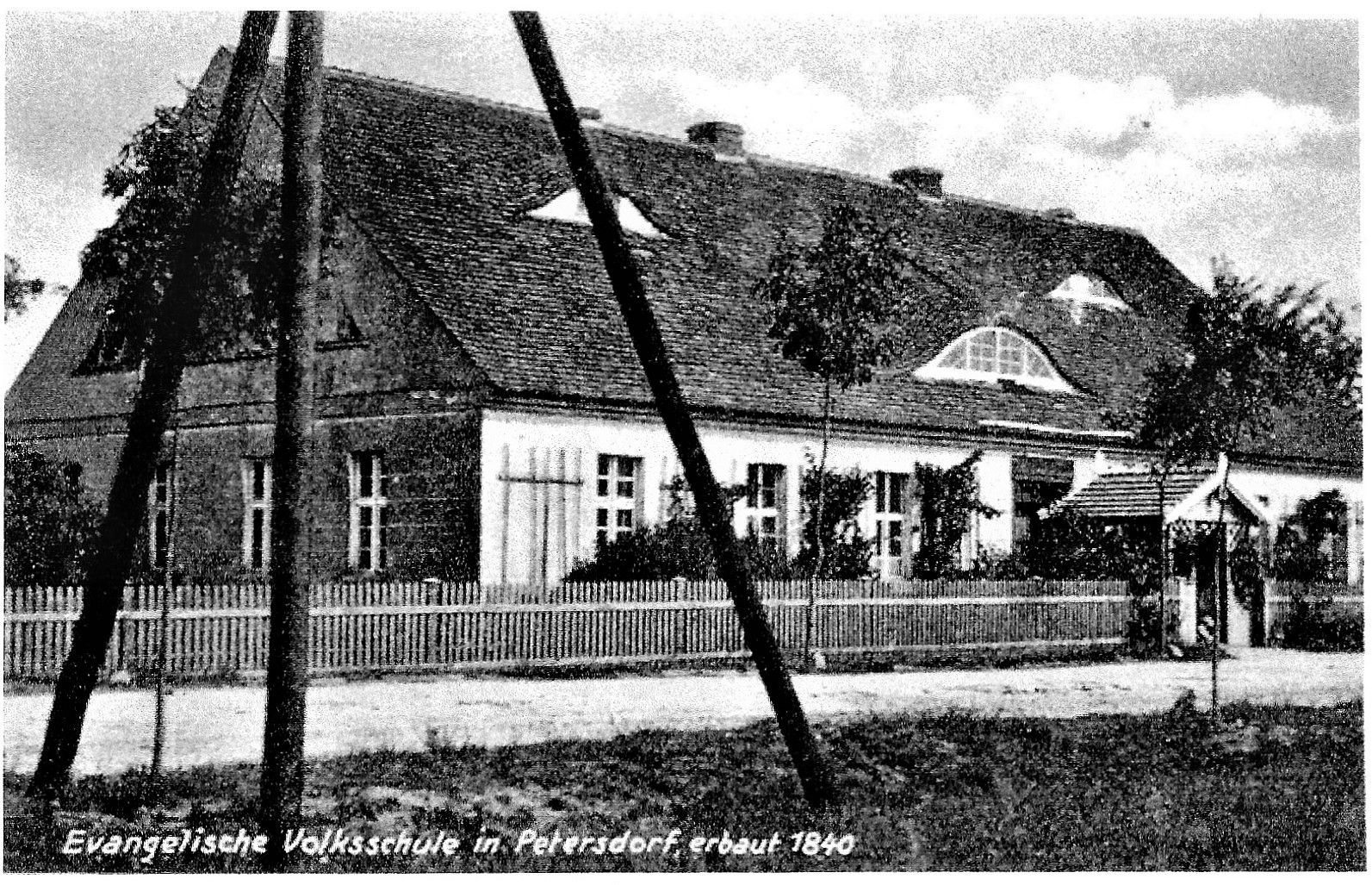
Evangelische Volksschule 1920
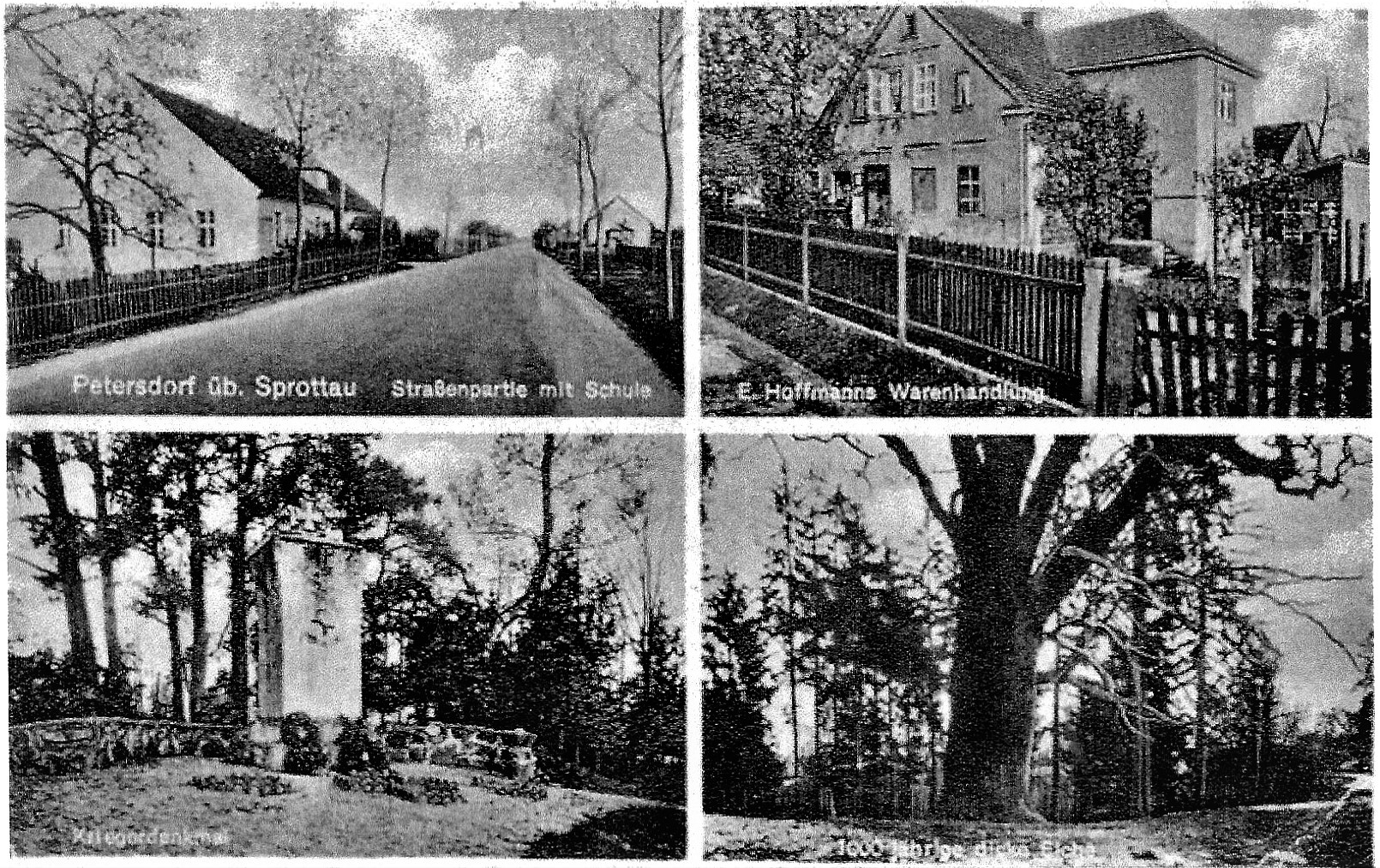
Dortpartie

## Einwohnerentwicklung
- 1832 486 Ew.
- 1845 555 Ew.
- 1848 593 Ew. (mit Ludwigsmühl)
- 1895 518 Ew.
- 1939 798 Ew.
- 2011 394 Ew.

## Persönlichkeiten
- Georg Schwan (* 1550) war Erb- u. Gerichtsscholz von Petersdorf, die Tochter Hedwig Schwan war eine Schwiegermutter von Martin Gumprecht (1597–1679). Gumprecht war 1635 Dritter Hofprediger des Kurfürsten Johann Georg I. in Dresden.
- Adolf	Gerner, Pionier (1897–1917), Königin Garde Reserve Pionierregiment, Träger des Hanseatenkreuzes (Lübeck)